# Beta Pegasi
Bêta de Pégase
Schéat
Désignations
Beta Pegasi (β Peg / β Pegasi, Bêta Pegasi), également nommée Schéat, est une étoile variable de la constellation de Pégase. D'après la mesure de sa parallaxe annuelle par le satellite Hipparcos, elle est située à environ ∼ 196 a.l. (∼ 60,1 pc) de la Terre. Elle s'éloigne du Système solaire à une vitesse radiale de +8 km/s.

## Nomenclature et histoire
β Pegasi, latinisé Beta Pegasi, est la désignation de Bayer de l'étoile. Elle porte également la désignation de Flamsteed de 53 Pegasi.

### En Mésopotamie
Cette étoile est nommée tardivement, c'est-à-dire au cours de ler millénaire avant notre ère ANŠU.KUR.RA = Sisû, « le Cheval », et donne son nom à une constellation comprenant les étoiles β, η, ι, λ et μ Peg.

### Chez les Grecs et les Arabes

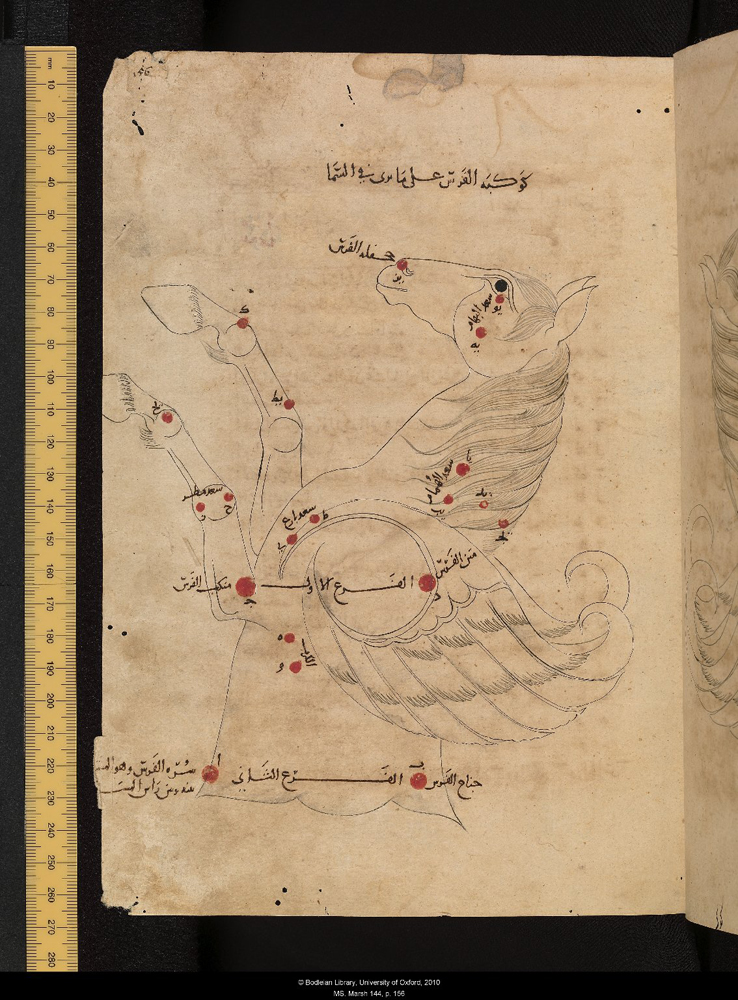
la figure de الفرس al-Faras, dans une édition du traité de ᶜAbd al-Raḥmān al-Sūfī al-Ṣūfī ca. 1009, Bodleian Library, Oxford.

Héritière de ANŠE.KUR.RA = Sisû, « le Cheval » mésopotamien, comme cela est attesté chez Euctémon, la figure de l’`Ιππος grec prend une forme tout à fait différente de celle de son prédécesseur. La 3e étoile de la constellation  est située, dans la Μαθηματική σύνταξις de Ptolémée ἐπι τοῦ δεξιοῦ ὥμου, « sur l’épaule droite », ce que ses traducteurs arabes rendent par  على منكب الفرسᶜlā mankib al-faras. Mais elle apparaît sur l’astrolabe sous le nom  منكب الفرس Mankib al-Faras, comme le signale ᶜAbd al-Raḥmān al-Ṣūfī,.

### En Europe et pour l'UAI
Mankib al Faras ou Menkib. Comme ce nom figure sur l’astrolabe, notamment chez Maslama al-Mağrītī, il n’est pas étonnant de le retrouver dans les textes latins sur cet instrument dès l’an mil, notamment mentichel et feraz, chez Llobet de. Richard Hinckley Allen transcrit ’Mankib al-Faras’, et relève le nom Mankib. Dans sa traduction du زيجِ سلطانی Zīğ-i Sulṭānī ou « Tables sultaniennes » d’Uluġ Bēg (1437), Thomas Hyde (1665) transcrit ‘Menkib Alpháras’, ce qui est relevé sous la forme raccourcie Menkib par Richard Hinckley Allen (1899), et sert dans plusieurs catalogues du XXe,.
Scheat est toutefois le nom approuvé pour β Peg par l’Union astronomique internationale (UAI). C’est l’arabe الساق al-Sāq « la Jambe ». Ce nom résulte du déplacement erroné du nom de δ Aqr par Jean de Gemunden au XVe siècle. Nous lisons en effet chez Jean de Londres (ca. 1246): Scheat .i. crus... in crure aquarij pour δ Aqr, et à la ligne suivante: belalferaz .i. humerus equi. Après lui, Jean de Gemunden (ca. 1430) confond les deux lignes et écrit: Scheat alferam: cruz equi, nom que reprend Joseph Juste Scaliger sous la forme Seatalferas pour en chercher l’origine dans l’arabe ساعد الفرش brachium Equi. On retrouve Seat Alpharas dans l’Uranometria de Johann Bayer (1603), mais Tycho Brahe simplifie en Seat Pegasi ou Scheat tout court, ce que relève Richard Hinckley Allen à côté de nombreuses autres formes,.

## Propriétés
Schéat est une étoile géante rouge de type spectral M2,5 II-III. Cette étoile évoluée en fin de vie est située sur la branche asymptotique des géantes (AGB) du diagramme de Hertzsprung-Russell. Elle se distingue parmi les étoiles brillantes par sa température de surface relativement basse (environ 3 900 kelvins) comparée à des étoiles comme le Soleil. Elle fait autour de 107 rayons solaires et possède une luminosité totale égale à 2 500 fois celle du Soleil. C'est également une étoile variable semi-régulière avec une période de 43,3 jours qui a été mise en évidence, et sa luminosité varie entre les magnitudes +2,31 à +2,74.